# Mieczysław Stępiński (ambasador)
Mieczysław Jacek Stępiński (ur. 14 kwietnia 1940 w Łosiu) – polski dyplomata i arabista, tłumacz, ambasador RP w Jemenie (1991–1996) i Maroku (1999–2005).

## Życiorys
Mieczysław Stępiński w 1957 zdał maturę. W czasie studiów aktywny działacz Zrzeszenia Studentów Polskich, a od 1962 członek Polskiej Zjednoczonej Partii Robotniczej. W 1963 ukończył pod kierunkiem Józefa Bielawskiego studia w Instytucie Orientalistyki Uniwersytetu Warszawskiego. Od 1962 do 1968 pracował w tamtejszej Katedrze Arabistyki, dochodząc do stopnia starszego asystenta. W 1964 przebywał na stypendium w Zjednoczonej Republice Arabskiej. W latach 1966/1967, 1968–1971 oraz 1972/1973 pracował w Libii jako tłumacz i negocjator polskich przedsiębiorstw handlowych. W 1972 rozpoczął pracę w Ministerstwie Spraw Zagranicznych, najpierw jako tłumacz, a następnie jako pracownik Departamentu V MSZ. Od września 1973 do sierpnia 1977 pracował w ambasadzie w Kairze jako II, a następnie I sekretarz. W 1977 wrócił do centrali MSZ. W 1979 zaczął studia na Podyplomowym Studium Służby Zagranicznej w Wyższej Szkole Nauk Społecznych przy KC PZPR.
W latach 1981–1986 pracował ambasadzie w Bagdadzie na stanowiskach I sekretarza i radcy. W 1990 był ponownie w ambasadzie w Kairze, gdzie pracował na stanowisku radcy. W czerwcu 1991 został mianowany ambasadorem nadzwyczajnym i pełnomocnym w Republice Jemeńskiej. Misję tę kontynuował do 1996, czyli w czasie wojny domowej. Z sukcesem otworzył jemeński rynek na polskie towary, zwłaszcza samochody, traktory oraz produkcja wojskowa.
Po powrocie do kraju był wicedyrektorem gabinetu ministra. Od 1999 do 2005 był ambasadorem RP w Maroku, akredytowanym także w Mauretanii.
Opanował języki: angielski, arabski, francuski, niemiecki, perski i rosyjski. Jako Jacek Stępiński tłumaczył literaturę arabskojęzyczną, m.in. Nadżiba Mahfuza, Yusufa Idrisa i Mahmouda Messadiego.
W 1979 został odznaczony Srebrnym Krzyżem Zasługi.